# Henri Berrang
Henri Berrang, né le 9 février 1920 à Moulins-lès-Metz (Moselle) et mort le 12 octobre 1982 à Pierrelatte (Drôme), est un homme politique français.

## Biographie
Après son succès au baccalauréat, préparé au collège de Sarrebourg, Henri Berrang s'engage dans l'armée en 1938 et participe aux combats de la seconde guerre mondiale.
Rendu à la vie civile en 1942, il s'installe à Montélimar, où il tient une épicerie.
Président du comité de la foire de Montélimar en 1954, membre de la chambre de commerce de la Drôme l'année suivante, il entre en politique en adhérant à l'union de défense des commerçants et artisans, dont il devient le délégué national à la propagande.
Tête de la liste poujadiste lors des élections législatives de 1956 dans la Drôme, il obtient 18,7 % des voix, un très bon résultat qui lui permet d'être élu député.
Membre du groupe Union et fraternité française, il dépose de nombreux textes et s'illustre, dans la ligne de son mouvement, dans la défense des intérêts des petits commerçants.
Après 1958, il quitte la vie politique.

## Détail des fonctions et des mandats
Mandat parlementaire
- 2 janvier 1956 - 8 décembre 1958 : Député de la Drôme